# 2020년 하계 올림픽에서 세운 세계 및 올림픽 신기록
2020년 하계 올림픽의 다양한 종목에서 수많은 세계 신기록과 올림픽 신기록이 세워졌다. 일부 이벤트는 공식 기록이 없고 "세계 최고" 및 "올림픽 최고" 결과만 나오는 비표준 조건(예: 카누)에서 발생한다.

## 양궁
| 종목        | 라운드      | 선수명             | 국적     | 점수 | 날짜     | 기록 |
| ----------- | ----------- | ------------------ | -------- | ---- | -------- | ---- |
| 여자 개인전 | 랭킹 라운드 | 안산               | 대한민국 | 680  | 7월 23일 | OR   |
| 여자 단체전 | 랭킹 라운드 | 안산 강채영 장민희 | 대한민국 | 2032 | 7월 23일 | OR   |
| 혼성 단체전 | 랭킹 라운드 | 안산 김제덕        | 대한민국 | 1368 | 7월 23일 | OR   |

## 육상
| 종목               | 라운드    | 선수명                                                                              | 국적         | 시간 (거리) | 날짜     | 기록  |
| ------------------ | --------- | ----------------------------------------------------------------------------------- | ------------ | ----------- | -------- | ----- |
| 혼성 4 × 400m 계주 | 1 라운드  | 다리우스 코왈루크 이가 바움가르트-위탄 마우고르자타 호웁-코왈리크 카제탄 두시외스키 | 폴란드       | 3:10.44     | 7월 30일 | OR    |
| 혼성 4 × 400m 계주 | 결승      | 카롤 잘레프스키 나탈리아 카츠마렉 유스티나 에세틱 카제탄 두지슈키                   | 폴란드       | 3:09.87     | 7월 31일 | OR    |
| 여자 100m          | 결승      | 일레인 톰슨 헤라                                                                    | 자메이카     | 10.61       | 7월 31일 | OR    |
| 여자 100m 허들     | 준결승    | 자스민 카마초 퀸                                                                    | 푸에르토리코 | 12.26       | 8월 1일  | OR    |
| 여자 트리플 점프   | 결승      | 율리마르 로하스                                                                     | 베네수엘라   | 15.67m      | 8월 1일  | WR    |
| 여자 200m          | 1 라운드  | 크리스틴 음보마                                                                     | 나미비아     | 22.11       | 8월 2일  | WU20R |
| 여자 200m          | 준결승    | 크리스틴 음보마                                                                     | 나미비아     | 21.97       | 8월 2일  | WU20R |
| 남자 400m 허들     | 결승      | 카르스텐 워홀름                                                                     | 노르웨이     | 45.94       | 8월 3일  | WR    |
| 여자 200m          | 결승      | 크리스틴 음보마                                                                     | 나미비아     | 21.81       | 8월 3일  | WU20R |
| 남자 10종 경기     | 100m      | 데미안 워너                                                                         | 캐나다       | 10.12       | 8월 4일  | =WDB  |
| 남자 10종 경기     | 멀리뛰기  | 데미안 워너                                                                         | 캐나다       | 8.24 m      | 8월 4일  | ODB   |
| 여자 400m 허들     | 결승      | 시드니 맥러플린                                                                     | 미국         | 51.46       | 8월 4일  | WR    |
| 남자 10종 경기     | 110m 허들 | 데미안 워너                                                                         | 캐나다       | 13.46       | 8월 5일  | ODB   |
| 남자 포환던지기    | 결승      | 라이언 크라우저                                                                     | 미국         | 23.30m      | 8월 5일  | OR    |
| 남자 1500m         | 준결승    | 아벨킵상                                                                            | 케냐         | 3:31.65     | 8월 5일  | OR    |
| 여자 1500m         | 결승      | 신앙 키피에곤                                                                       | 케냐         | 3:53.11     | 8월 6일  | OR    |
| 남자 1500m         | 결승      | 야코프 잉게브릿센                                                                   | 노르웨이     | 3:28.32     | 8월 7일  | OR    |